# Villotta
Villotta (tudi villota) je preprosta večglasna (3 ali 4 glasna) plesna pesem, ki se je pojavila koncem 15. stoletja v severni Italiji, vrh popularnosti pa dosegla v naslednjem stoletju. Glede na geografska območja (severnoitalijanska mesta) so se pojavile tudi različice vilotte: vilotta padovana, furlana, mantovana, veneziana). Besedila so bila pisana v dialektu, sestavljena iz štirih verzov in refrena. Villotta je ena najstarejših večglasnih plesnih pesmi v Evropi. Komponirana je bila v dveh delih, od katerih se je prvi imenoval villotta (v dvodobnem taktu), drugi pa »nio« (hitrejši in ritmično kompleksnejši, v tridobnem taktu). Villotta je zelo podobna villanelli.